# April Greiman

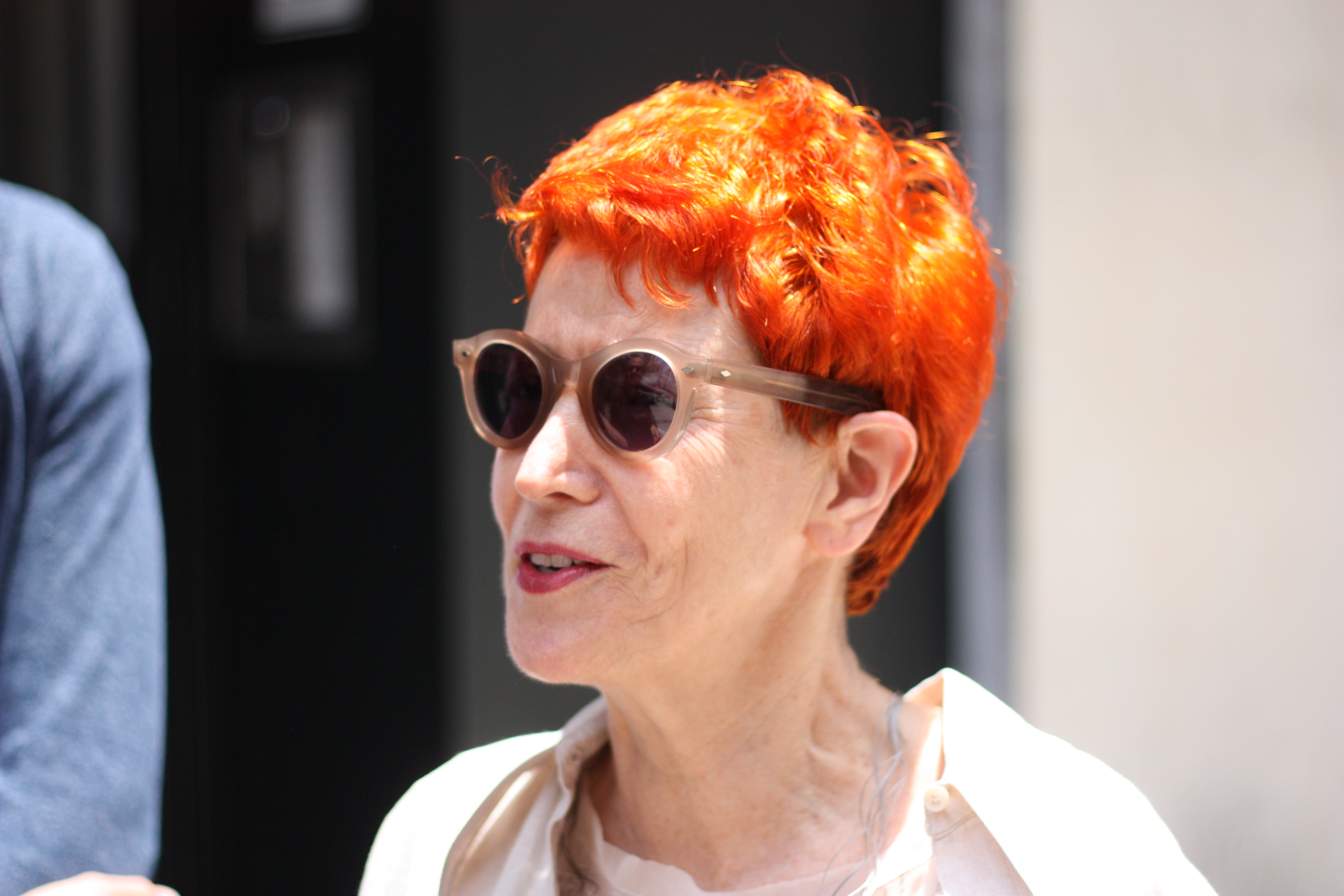
April Greiman, 2012

April Greiman (* 22. März 1948 in Long Island City) ist eine US-amerikanische Grafikdesignerin und Typografin. Sie gilt als eine der einflussreichsten Grafikerinnen auf dem Gebiet der digitalen Medien.

## Leben
Greiman studierte von 1966 bis 1970 Grafikdesign am Kansas City Art Institute und von 1970 bis 1971 in Basel an der Allgemeinen Kunstgewerbeschule, der heutigen Schule für Gestaltung Basel in der Schweiz. Dort war sie Schülerin von Armin Hofmann und Wolfgang Weingart. 1976 zog sie nach Los Angeles und etablierte den Ansatz Computer als Designwerkzeug zu entwickeln. Zusammen mit dem Fotografen Jayme Odgers entwarf sie 1977 ein berühmtes Cal Arts Poster, welches wie weitere Arbeiten den California-New-Wave-Stil prägten. 1982 wird sie Leiterin der Designabteilung des California Institute of the Arts. In den 1980er Jahren erkannte April Greiman sehr bald die gestalterischen Möglichkeiten der neuen Computertechnik von Apple Macintosh und Quantel Paintbox und schöpfte diese als eine der ersten voll aus. Gemeinsam mit ihrem Ehemann, dem Architekten Michael Rotondo, hat sie die Raumgestaltung Miracle Manor in dem Joshua Tree National Park geschaffen. Sie leitet in Los Angeles derzeit ein Studio mit dem Titel Made in Space. Sie lehrte am Philadelphia College of Art, der Woodbury University und von 1993 bis 2005 am Southern California Institute of Architecture. Sie arbeitete unter anderem für die Architekten Frank O. Gehry, RoTo Architects sowie für das MAK Center for Arts and Architecture in Los Angeles, für AOL/Time Warner, Microsoft oder den US Postal Service.

## Auszeichnungen
- 1985 Vesta Award for Outstanding Achievements of Women
- 1987 National Endowment of the Arts Grant
- 1994 Bronze Medal for From the Edge: Southern California Institute of Architecture, Best Books of the World, Der Stiftung Buchkunst Prämiert
- 1997 50 Best Books of the Year, AIGA, for From the Center, Design Process @ SCIARC catalogue
- 1998 Medal of the American Institute of Graphic Arts
- 1998 Chrysler Award for Innovation
- 2018 Lifetime Achievement Award, Society of Typographic Arts

## Besondere Arbeiten
- 1986 Design Quarterly #133: ‘Does it Make Sense?’, Pompidou, MOMA, LACMA, SFMOMA
- 1989 Graphic Design in America, Exhibition, Billboard and Poster, Walker Art Center Traveling Show
- 1994 ‘It’snotwhatAprilyouthinkitGreimanis’ Exhibition, Arc en Rêve, Centre d’Architecture, Bordeaux, France
- 1995 19th Amendment Stamp
- 2001 The Great Welcome Mat/Zoids, Sears, Public Art Commission, Burbank
- 2006 Drive-by Shooting: April Greiman Digital Photography, Exhibition, Pasadena Museum of California Art
- 2007 Wilshire Vermont: Hand Holding A Bowl of Rice, Public Art Commission
- 2014 Apple Documentary Movie, MAC @ 30